# Günter Wiedenhöft

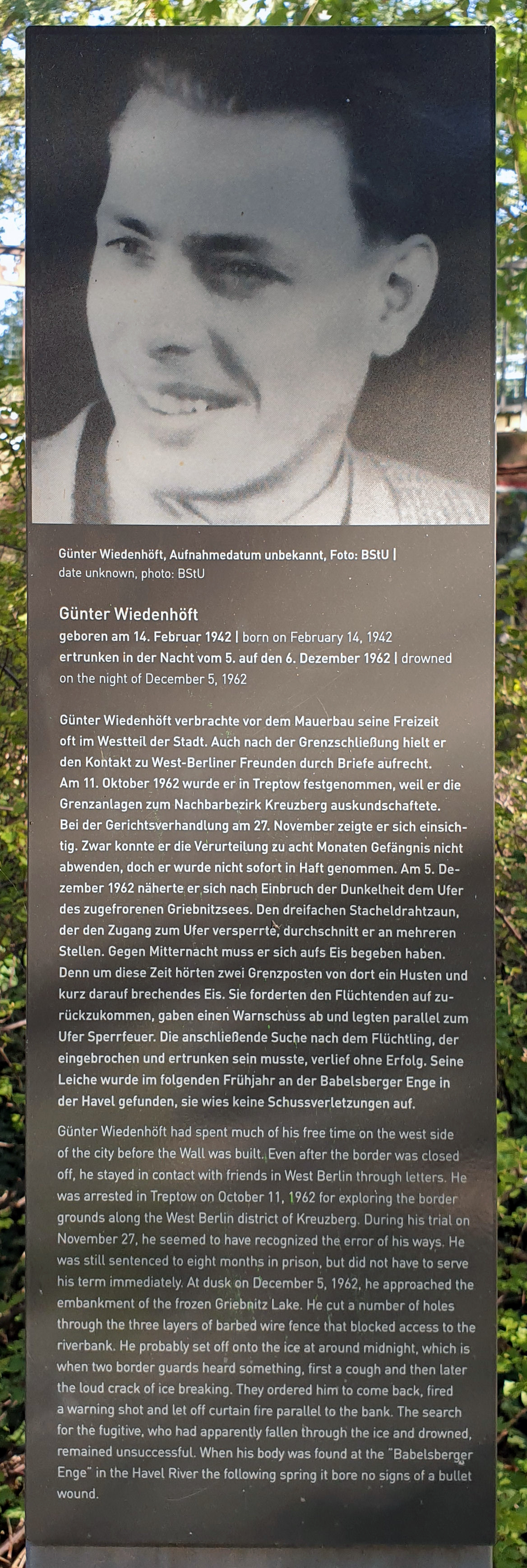
Gedenktafel in Klein Glienicke

Günter Wiedenhöft (* 14. Februar 1942 in Berlin; † 5. Dezember oder 6. Dezember 1962 in Potsdam) war ein Todesopfer an der Berliner Mauer. Er ertrank bei einem Fluchtversuch aus der DDR.

## Leben
Bis zu seinem sechsten Lebensjahr wuchs er in einem Kinderheim auf, dann nahm seine Mutter ihn wieder auf. Fortan lebte er in Berlin-Treptow. Nachdem er die Schule nach der achten Klasse abgeschlossen hatte, absolvierte er eine Lehre zum Elektroinstallateur. Anschließend arbeitete er in seinem Ausbildungsbetrieb weiter. 
Am 11. Oktober 1962 wurde er in Treptow festgenommen, als er die Grenze zu West-Berlin ausspähte. Im Verhör bei der Volkspolizei gab er zu, seine Flucht vorbereitet zu haben. Als Gründe gab er familiäre Streitereien und die bevorstehende Einberufung zur Nationalen Volksarmee an. Sein Umfeld habe nichts von seinen Plänen gewusst. Das Stadtbezirksgericht Treptow verurteilte ihn nach der Verhandlung am 27. November 1962 zu einer Freiheitsstrafe von acht Monaten wegen sogenannter versuchter „Republikflucht“. Da er sich vor Gericht einsichtig gab, durfte er bis zum Antritt der Strafe in Freiheit bleiben.  
Günter Wiedenhöft unternahm jedoch einen zweiten Fluchtversuch, für den er am 5. Dezember nach Potsdam fuhr. Dort begab er sich ans Ufer des Griebnitzsees und durchtrennte die drei Stacheldrahtzäune, die zur Sicherung des Grenzgebiets aufgestellt wurden. In der Mitte des zugefrorenen Sees hielten die Grenztruppen eine Fahrrinne frei, um Fluchten zu verhindern. Gegen Mitternacht hörten zwei Grenzsoldaten Geräusche vom Eis, die sie auf einen Fluchtversuch schließen ließen. Ohne einen Flüchtigen zu sehen, riefen sie ihn zur Umkehr auf und gaben etwa 40 Schüsse ab. Durch die Schüsse alarmiert gingen auch Polizisten auf West-Berliner Seite des Sees von einem Fluchtversuch aus, konnten aber keinen Flüchtigen auffinden. Bei einer Suche am Ufer stießen DDR-Grenzsoldaten auf den Mantel, den Schal und die Kneifzange von Günter Wiedenhöft.
Grenzsoldaten fanden die Leiche von Günter Wiedenhöft am 25. März 1963 in der Babelsberger Enge. An der Leiche, die keine Schussverletzungen aufwies, wurden Papiere gefunden, die ihn als Günter Wiedenhöft identifizierten. Ferner erkannte Günter Wiedenhöfts Mutter den Mantel und Schal. Der genaue Todestag ließ sich nicht feststellen. Die Armbanduhr von Günter Wiedenhöft blieb um 0.14 Uhr stehen. Im Bericht der West-Berliner Polizei wurden die Schüsse für den Zeitraum von 0.20 Uhr bis 0.26 Uhr des 6. Dezember protokolliert.